# Simulació de rendiment d'edificis

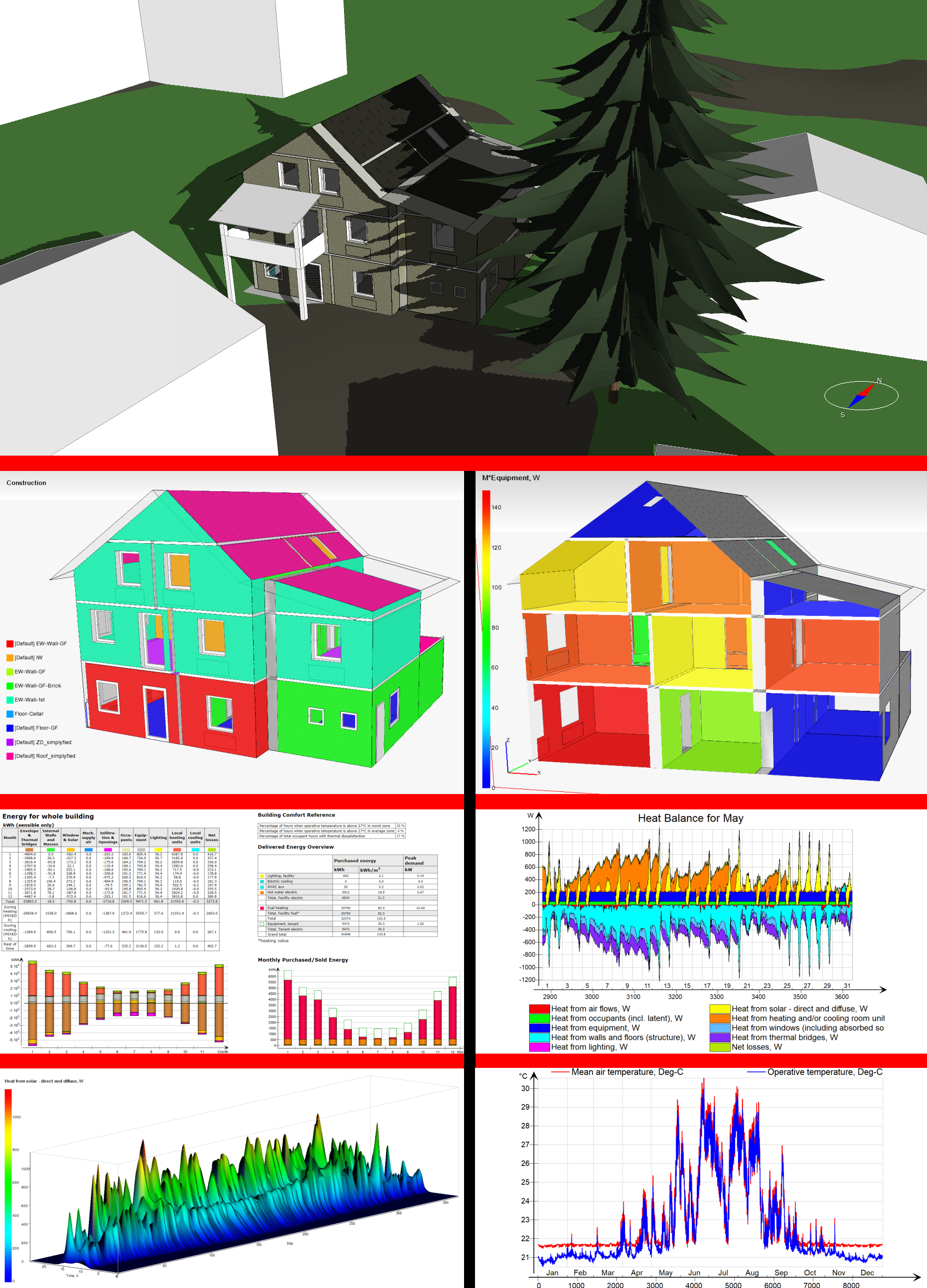
Model de simulació de rendiment de l'edifici amb entrada i alguna sortida resultant

La simulació de rendiment de l'edifici (BPS) és la replicació d'aspectes del rendiment de l'edifici mitjançant un model matemàtic basat en ordinador creat sobre la base de principis físics fonamentals i una bona pràctica d'enginyeria. L'objectiu de la simulació de rendiment d'edificis és la quantificació d'aspectes de rendiment de l'edifici que són rellevants per al disseny, construcció, operació i control d'edificis. La simulació de rendiment d'edificis té diversos subdominis; els més destacats són la simulació tèrmica, la simulació d'il·luminació, la simulació acústica i la simulació del flux d'aire. La major part de la simulació de rendiment d'edificis es basa en l'ús de programari de simulació a mida. La simulació del rendiment d'edificis en si és un camp dins de l'àmbit més ampli de la informàtica científica.

## Introducció
Des del punt de vista físic, un edifici és un sistema molt complex, influït per un ampli ventall de paràmetres. Un model de simulació és una abstracció de l'edifici real que permet considerar les influències en un alt nivell de detall i analitzar indicadors clau de rendiment sense mesuraments costosos. BPS és una tecnologia d'un potencial considerable que proporciona la capacitat de quantificar i comparar els atributs de cost i rendiment relatius d'un disseny proposat d'una manera realista i amb un esforç i un cost relativament baixos. La demanda d'energia, la qualitat ambiental interior (inclòs el confort tèrmic i visual, la qualitat de l'aire interior i els fenòmens d'humitat), el rendiment del sistema de climatització i renovables, la modelització a nivell urbà, l'automatització d'edificis i l'optimització operativa són aspectes importants del BPS.
Durant les últimes sis dècades, s'han desenvolupat nombrosos programes informàtics BPS. La llista més completa de programari BPS es pot trobar al directori BEST. Alguns d'ells només cobreixen certes parts del BPS (per exemple, anàlisi del clima, confort tèrmic, càlculs energètics, modelització de plantes, simulació de llum diürna, etc.). Les eines bàsiques en el camp de BPS són eines de simulació multidomini, dinàmiques i de tot l'edifici, que proporcionen als usuaris indicadors clau com ara càrrega de calefacció i refrigeració, demanda d'energia, tendències de temperatura, humitat, indicadors tèrmics i de confort visual, contaminants de l'aire., impacte ecològic i costos.
Un model típic de simulació d'edificis té entrades per al clima local, com ara el fitxer TMY (Típical Meteorological Year) ; geometria de l'edifici; característiques de l'envoltant de l'edifici; guanys de calor intern per il·luminació, ocupants i càrregues d'equips; especificacions del sistema de calefacció, ventilació i refrigeració (HVAC); programes de funcionament i estratègies de control. La facilitat d'entrada i l'accessibilitat de les dades de sortida varia molt entre les eines BPS. Les eines avançades de simulació d'edificis complets són capaços de considerar gairebé tots els següents d'alguna manera amb diferents enfocaments.

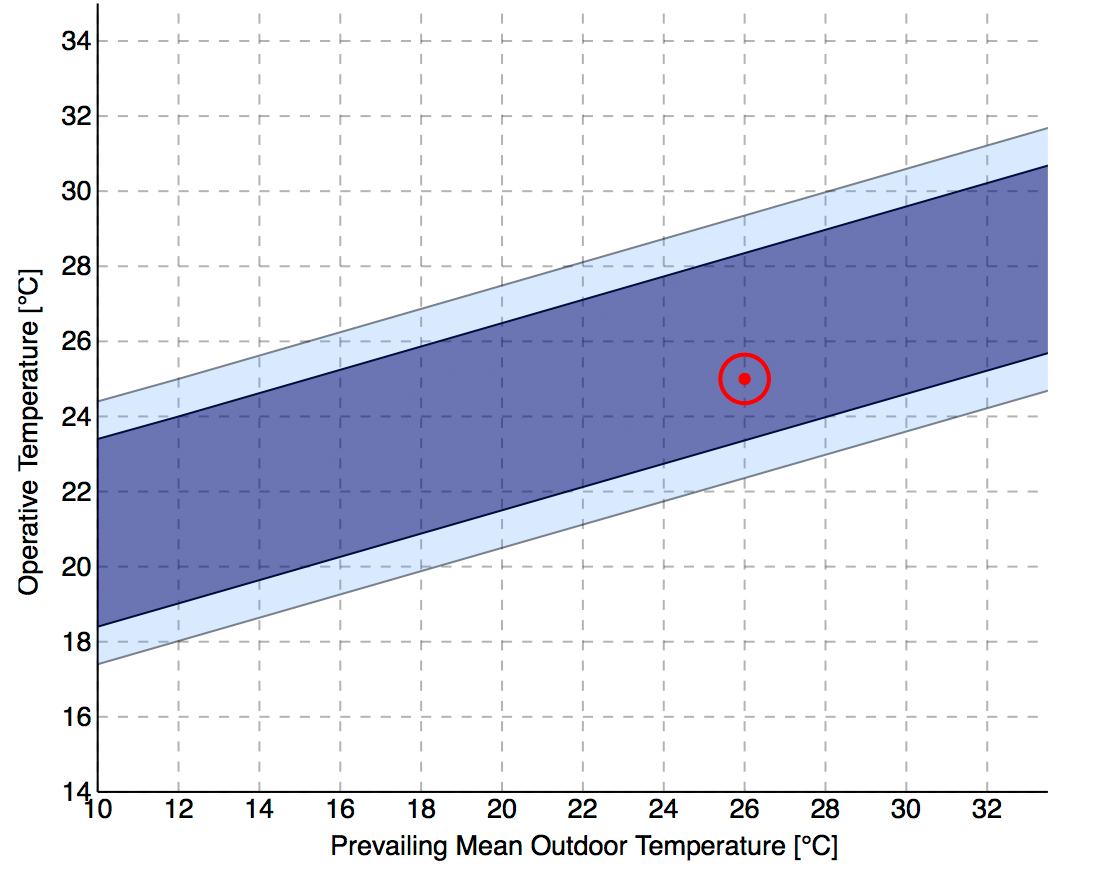
Aquest gràfic representa la combinació acceptable de temperatura operativa interior i temperatura exterior mitjana predominant. Les regions blaves són les zones de confort d'acceptabilitat del 80% i del 90%, segons el mètode adaptatiu de l'estàndard ASHRAE 55-2010.

Dades d'entrada necessàries per a una simulació de tot l'edifici:
- Clima: temperatura de l'aire ambient, humitat relativa, radiació solar directa i difusa, velocitat i direcció del vent
- Emplaçament: ubicació i orientació de l'edifici, ombra per topografia i edificis circumdants, propietats del sòl
- Geometria: forma de l'edifici i geometria de zones
- Embolcall: materials i construccions, finestres i ombrejats, ponts tèrmics, infiltracions i obertures.
- Guanys interns: llums, equipament i ocupants inclosos els horaris d'operació/ocupació
- Sistema de ventilació: transport i condicionament (escalfament, refrigeració, humidificació) de l'aire
- Unitats d'habitació: unitats locals de calefacció, refrigeració i ventilació
- Planta: Unitats centrals de transformació, emmagatzematge i subministrament d'energia a l'edifici
- Controls: per a l'obertura de finestres, dispositius d'ombra, sistemes de ventilació, unitats d'habitació, components de la planta

Alguns exemples d'indicadors clau de rendiment:
- Tendències de temperatura: en zones, en superfícies, en capes de construcció, per subministrament d'aigua calenta o freda o en façanes de doble vidre
- Indicadors de confort: com PMV i PPD, asimetria de la temperatura radiant, concentració de CO ₂, humitat relativa
- Balanços de calor: per zones, tot l'edifici o components d'una sola planta
- Perfils de càrrega: per a la demanda de calefacció i refrigeració, perfil elèctric per a equips i il·luminació
- Demanda d'energia: per a calefacció, refrigeració, ventilació, llum, equips, sistemes auxiliars (per exemple, bombes, ventiladors, ascensors)
- Disponibilitat de llum diürna: en determinades zones de la zona, en diferents moments amb condicions exteriors variables

## Aplicacions
Es poden desenvolupar models de simulació d'edificis tant per a edificis nous com per a edificis existents. Les principals categories d'ús de la simulació de rendiment d'edificis inclouen:
- Disseny arquitectònic : compareu quantitativament les opcions de disseny o adaptació per tal d'informar un disseny d'edificis més eficient energèticament
- Disseny HVAC: calcula les càrregues tèrmiques per dimensionar equips mecànics i ajuda a dissenyar i provar estratègies de control del sistema
- Qualificació del rendiment de l'edifici: demostra el compliment basat en el rendiment dels codis energètics, la certificació verda i els incentius financers
- Anàlisi de l'estoc d'edificis: donar suport al desenvolupament de codis i estàndards energètics i planificar programes d'eficiència energètica a gran escala
- CFD en edificis: simulació de condicions de límit com els fluxos de calor superficials i les temperatures superficials per a un estudi CFD següent de la situació[10]